# Yasniel Toledo
Yasniel Toledo López.  Atleta de Boxeo en la división de los 64 kg. Campeón Mundial en la categoría cadetes, campeón panamericano, triple medallista mundial y tercer lugar olímpico en los Juegos Olímpicos de Londres 2012. 

## Síntesis biográfica
- Nace el 15 de septiembre de 1989 en Pinar del Río. En 2005 obtiene la medalla de oro en el Campeonato Mundial de cadetes Sub-17 efectuado en Liverpool, Inglaterra y en 2006 obtiene la medalla de plata en el Campeonato Mundial de la misma categoría efectuado en Estambul, Turquía.
- Compitiendo ya en el Torneo Internacional Giraldo Cordova Cardín 2009 vence a su compatriota Iván Oñate para llevarse la medalla de oro. Ese resultado le lleva a participar en el Campeonato Mundial de Milán donde cae ante Sergey Vodopiyanov de Rusia por puntos: 4-10. Ese mismo año gana la medalla de oro en el Torneo boxístico de Strandzha en Bulgaria y participa en el tope con la selección nacional de Francia que se celebra en La Habana. También participa en el Torneo Playa Girón en la Sala Rafael Castiello de Guantánamo cayendo en la final ante Iván Oñate.
- En 2010 durante el Torneo Panamericano efectuado en Quito, Ecuador obtiene el oro al derrotar en la final a puertorriqueño José Pedraza, subcampeón del Mundial de Milán. Por esta actuación Yasniel fue nombrado como el púgil más destacado del evento. Durante el tope de preparación con Colombia venció por puntos (5 - 2) al colombiano César Villarraga y en la Copa de Boxeo Cerro Pelado en la sala habanera Kid Chocolate venció por el oro a Antonio Bisset. Durante el Torneo Playa Girón efectuado en Santiago de Cuba comenzó a pelear en la división de los 60 kg.
- Obtiene medalla de plata en el XVI Campeonato Mundial de Boxeo en Bakú, Azerbaiyán, cayendo en la final ante el ucraniano Vasyl Lomachenko, campeón olímpico y mundial. Luego gana el oro en los Juegos Panamericanos de Guadalajara venciendo en la final al brasileño Robson Conceicao. En los IV Juegos del ALBA en Venezuela cayó discutiendo el título ante el local Fradimil Macayo por 4 - 1. Fue subtitular también en el Torneo Batalla de Carabobo y luego ganó el oro en el Torneo Giraldo Córdova Cardín en Cuba
- Ese mismo año Yasniel fue bronce en el Torneo Bocskai, en Debrecen, Hungría y plata en el Strandja de Bulgaria. Ganó los cinco combates del Torneo Nacional por Equipos efectuado en Santiago de Cuba donde derrotó en la final a José M. Vera por 28 - 10. Ese año fue seleccionado el atleta más destacado de la provincia de Camagüey.
- Comenzó el 2012 llevándose la medalla de oro en el Grand Prix celebrado en la ciudad checa de Ustí nad Labem por no presentación de Tomas Vano. Ganó el título también en la Copa Presidente efectuada en Alamaty, Kazajistán donde derrotó en final al kasajo Gani Zhaylauov por 12-8. En el Torneo Giraldo Córdoba Cardín venció a Askhat Zhenibekov por 12 - 8 en la final.
- Fue el representante cubano en la división de los 60 kg durante los Juegos Olímpicos de Londres 2012 donde obtuvo medalla de bronce. Toledo llegó hasta la semifinal en la que fue superado por el ucraniano Vasyl Lomachenko, campeón mundial y olímpico[1]. Por este resultado fue merecedor del Botón Olímpico otorgado por el Comité Olímpico Internacional[2].
- Como resultado de la encuesta anual que realizan conjuntamente el Círculo de Cronistas de Deportivos de la Unión de Periodistas de Cuba y el Instituto Nacional de Deportes, Educación Física y Recreación fue seleccionado entre los atletas más destacados del año 2012 en el país.
- También en 2012, el 23 de diciembre en el LI Torneo Nacional de Boxeo Playa Girón, efectuado en Santi Spíritus obtiene la victoria en la división de los 64 kg al derrotar a Jorge Moirán (22-15).

### 2013
- El 23 de febrero de 2013 obtuvo medalla de bronce en la XXX Copa Internacional de Boxeo Independencia Nacional en República Dominicana en la categoría de (64 kg).
- Participa en el Tope boxístico Domadores contra Guerreros de México, que se efectua en agosto de 2013 donde obtuvo la victoria 3-0.
- En septiembre de 2013 participa en el Torneo boxístico Cinturón de Oro organizado en Constanza, Rumania, donde fue superado 0-3 ante Grigori Lizuneko que se llevó la victoria[3].
- El 12 de septiembre, ahora en la división de 64 kg, después de actualizado el escalafón de la Asociación Internacional de Boxeo, ocupó el liderazgo en el ranking mundial de boxeo, donde exhibe 1 600 puntos en los 60 kilos[4].
- Participa en el Campeonato Mundial de boxeo con sede en la ciudad de Almaty en Kazajistán, donde el 15 de febrero en su primer combate derrotó al palestino Mohammedalaa Menawi por nocao técnico [5]. El 18 de octubre obtuvo su segunda victoria por no presentación de su rival el italiano Darío Vangeli[6].El 21 de octubre ganó por tercera ocasión en lo que va de lid, esta vez 3-0 (29-28, 29-28, 29-28) a costa del monarca ruso Armen Zakaryan [7].

## Resultados deportivos
- Datos: Q2740335
- Multimedia: Yasniel Toledo / Q2740335